# Paprotnia (powiat de Sochaczew)
Paprotnia [paˈprɔtɲa] est un village polonais de la gmina de Teresin dans le powiat de Sochaczew et dans la voïvodie de Mazovie.
Il est situé approximativement à 2 kilomètres au nord-est de Teresin, 14 kilomètres à l'est de Sochaczew, et à 39 kilomètres à l'ouest de Varsovie.
Le village a une population de 1 400 habitants.